# 2Б18 «Нона-М»
2Б18 «Нона-М» — російський експериментальний буксирований міномет.
Розроблено в ЦНДІ «Точного машинобудування». Серійно не виготовлявся на озброєння не приймався.

## Історія створення
Поруч зі створенням причіпної артилерійської гармати 2Б16 «Нона-К» було розпочато розробку комбінованого варіанта зброї. Комбінований міномет передбачалося використовувати як безвідкотний. У процесі розробки було зроблено кілька дослідних зразків. Через складність із забезпеченням боєприпасами та експлуатації, даний варіант буксируемого міномету було відкинуто. В результаті на озброєння було прийнято повністю уніфіковану з 2А51 гармату 2Б16 «Нона-К». Створені в ході розробок зразки надалі використовувалися як балістичні установки для відпрацювання боєприпасів.
Наприкінці 1990-х Міністерство оборони Росії знову виявило інтерес до створення причіпного казнозарядного міномета. ГРАУ видало технічне завдання для ЦНДІ «Точного машинобудування» на розробку міномета за шифром «Нона-М», проте через деякий час роботи з цієї теми були припинені у зв'язку з відсутністю фінансування. Пізніше всі напрацювання на тему «Нона-М» були використані при створенні 2Б23 «Нона-М1».

## Опис конструкції
2Б18 був казнозарядним нарізним мінометом з автоматичним відмиканням казенної частини. Міномет розміщувався на колісному ходу. Як тягач передбачалося використовувати автомобілі ГАЗ-66 і УАЗ-469.